# Matthys Bril

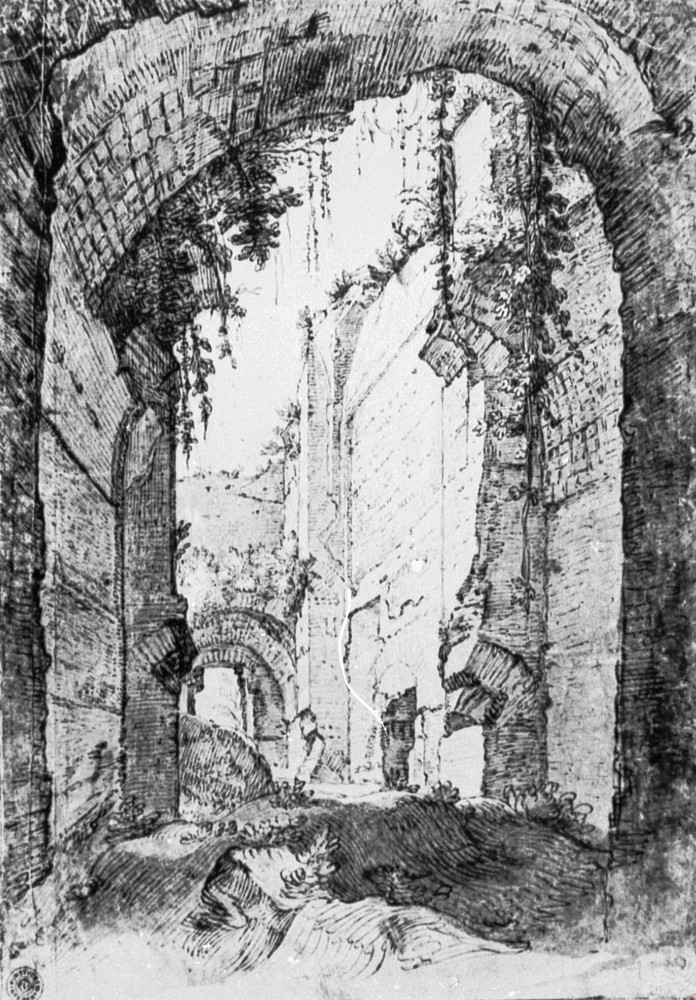
Italienska ruiner av Bril.

Matthys Bril, född omkring 1550 och död 8 juni 1583, var en flamländsk konstnär. Han var bror till konstnären Paul Bril.
Bril verkade i italienskinspirerad stil. Han fick senare uppdrag att i Rom utsmycka flera salar i Vatikanen. Av de bevarade freskerna där kan de i Geografiska galleriet vara av hans hand.